# Moriteru Ueshiba
Moriteru Ueshiba (植芝 守央;  Tokyo, 2. travnja 1951.), treći po redu doshu. Unuk je utemeljitelja aikida, Moriheija Ueshibe. 

## Životopis
Moriteru Ueshiba je rođen 2. travnja 1951. godine u Tokyu, Japan. Odrastao je uz svog djeda Moriheija Ueshibu, utemeljitelja aikida, i svoga oca, drugog po redu doshua Kisshomarua Ueshibu. Svoje prvo vježbanje aikida je započeo u prvom razredu osnovne škole. Stariji ga nisu prisiljavali na vježbanje, nego je to činio kada je htio. Tek za vrijeme srednje škole počeo je ozbiljno vježbati. Cilj mu je bio postati aikido nasljednik svog oca i nastaviti kretanje djedovim putem.
Phodio je jutarnje sate aikida kod O-Senseija, ali je u stvarnosti najviše vježbao kod svoga oca, drugog po redu doshua. Vježbao je zajedno sa svima ostalim deshijima (učenicima), tako da nikad nije bilo vremena da mu doshu omogući posebno vježbanje. Kao učitelj, davao mu je određene savjete, najčešće kako da izvodi svoje tehnike. Godine 1975. je prvi put Moriteru Ueshiba napustio Japan, kako bi pratio doshua na 25-dnevnom putovanju po Europi. Godine 1976. je diplomirao ekonomiju na Sveučilištu Meiji Gakuin. Godine 1986. preuzeo je dužnost Hombu dojo-cho, a 1996. je postao predsjedatelj Aikikai zaklade. Nakon smrti Kisshomarua Ueshibe, 4. siječnja 1999. godine, preuzeo je naslov doshu. U njegovom mandatu, aikido se proširio na 140 država i regiona širom svijeta.
Prema iemoto sustavu, naslijedit će ga njegov sin Mitsuteru Ueshiba.

## Djela
- Best Aikido: The Fundamentals (2002.)
- The Aikido Master Course (2003)
- Progressive Aikido: The Essential Elements (2005)
- Aikido, the Contemporary Martial Art of Harmony: Training Methods and Spiritual Teachings (2019.)

## Priznanja
- Medalja Anshetta iz São Paula (2006.)
- Počasni izvanredni profesor Međunarodnog Budo Univerziteta (2006.)
- Orden Prijateljstva od Predsjednika Rusije (2009.)
- Zlatna medalja Politehničkog fakulteta u Valenciji Sveučišta u Španjolskoj (2012.)
- Medalja s plavom trakom Japanskog cara (2013.)

## Vanjske poveznice

### Sestrinski projekti
|  | Wikicitati imaju zbirke citata o temi Moriteru Ueshiba |

### Mrežna sjedišta
- 46th All Japan Aikido Demonstration Program, featuring Moriteru Ueshiba
- Biografija Doshua Moriheru Ueshibe